# Wolframiet (oxide)
Het mineraal wolframiet is een ijzer-mangaan-wolfraam-oxide, een verbinding van vier zuurstofionen met ijzer, mangaan en wolfraam met molecuulformule (Fe,Mn)WO4. Het is een wolframaat. De naam komt van de samenstelling van het mineraal, waar wolfraam in voorkomt. Het is bruinzwart tot zwart, heeft een submetallische glans en een roodbruine streepkleur. Het heeft een perfecte splijting volgens het kristalvlak [010] en een monoklien kristalstelsel. De massadichtheid is 7,3 kg/l, de hardheid is 4,5 en het is niet radioactief. Wolframiet is het belangrijkste wolframaat en kent een reeks van samenstellingen van hübneriet tot ferberiet. Het mineraal wordt onder andere in Kazachstan gevonden.
Er bestaat de sulfide wolframiet en dat is ook een mineraal, maar heeft molecuulformule WS2 en een hexagonaal kristalstelsel.